# Шитри ле Мин
Шитри ле Мин (фр. Chitry-les-Mines) насеље је и општина у источном делу централне Француске у региону Бургоња, у департману Нијевр која припада префектури Кламси.
По подацима из 2011. године у општини је живело 225 становника, а густина насељености је износила 36,35 становника/km². Општина се простире на површини од 6,19 km². Налази се на средњој надморској висини од 210 метара (максималној 259 m, а минималној 175 m).

## Демографија
| 1962. | 1968. | 1975. | 1982. | 1990. | 1999. | 2011. |
| ----- | ----- | ----- | ----- | ----- | ----- | ----- |
| 182   | 209   | 183   | 187   | 248   | 248   | 225   |

График промене броја становника у току последњих година